# 斯洛博達 (戈羅德尼亞區)
51°55′59″N 31°43′33″E / 51.93306°N 31.72583°E
斯洛博達（烏克蘭語：Слобода），是烏克蘭北部的村莊，隸屬切爾尼希夫州的切爾尼希夫區。該村始建於1637年，面積0.72平方公里，海拔高度137米，2001年人口65，人口密度每平方公里90.3人。